# Roma (1972)
Roma, ook bekend als Fellini's Roma, is een semi-autobiografische, poëtische film van Federico Fellini uit 1972 over de stad Rome. De plot is mager en de film is een aaneenschakeling van episodes met als enige hoofdpersoon de stad Rome zelf. Peter Gonzales speelt de jonge Fellini met verder onbekende spelers, maar er zijn gastoptredens van Anna Magnani, Marcello Mastroianni, Feodor Chaliapine, Jr., Alberto Sordi, Gore Vidal, John Francis Lane, Elliott Murphy en Fellini zelf. De oorspronkelijk vertoonde versie duurde 130 minuten. Marcello Mastroianni en Alberto Sordi werden weggesneden uit de latere kopieën van de film en de versies op VHS en dvd van 115 minuten.

## Historische contrasten
Fellini zet het leven in Rome tijdens de Tweede Wereldoorlog onder het fascisme tegenover de situatie in de vroege jaren 1970. De scènes uit de oorlog tonen de buren etend op het plein, in het variété-theater en in een schuilkelder. Afgezien van de hippies en een gesprek waarin Fellini de achteruitgang van het openbare leven in Rome bespreekt met radicale studenten, zijn de enige corresponderende ontmoetingen in de jaren 1970 die met auto's en scooters. Fellini contrasteert de parade van prostituees in een bordeel tijdens de oorlog met een fantasierijke modeshow voor de paus van kleding voor geestelijken in de jaren zeventig.

## Verteltrucs
De plot draait om twee reizen van Fellini naar Rome, eerst als jongeman in 1940, later als regisseur van een filmploeg die een film over Rome maakt. De film wisselt scènes uit beide periodes af.

## Scènes
- Les op school en schoolreisje over de Rubicon naar Rome, jaren 30?
- Bioscoop in de oorlog
- Aankomst op Station Roma Termini, 1940
- Avondeten op het plein (decor), jaren 40
- Filmploeg in de file op de Grande Raccordo Annulare (Rondweg), jaren 70
- Variété-theater, jaren 40
- Schuilkelder tijdens luchtaanval in de oorlog
- Werk aan de metro van Rome, lijn B met archeologische vondst, jaren 70
- Bordeel in de oorlog
- De aristocrate
- Modeshow voor katholieke geestelijken, jaren 70
- Stad als illusie, onder andere de wijk Trastevere en het plaatselijke feest Festa de Noantri, jaren 70. Op de brommer in de nacht door Rome langs monumenten.
- Anna Magnani, jaren 70. Roma is de laatste film waarin Anna Magnani optreedt als zichzelf.

## Rolverdeling
| Acteur                | Personage                        |
| --------------------- | -------------------------------- |
| Peter Gonzales        | Federico Fellini (als 18-jarige) |
| Stefano Mayore        | Federico Fellini (als kind)      |
| Fiona Florence        | Dolores                          |
| Britta Barnes         |                                  |
| Pia De Doses          | prinses Domitilla                |
| Marne Maitland        | gids in the catacomben           |
| Renato Giovannoli     | kardinaal Ottaviani              |
| Elisa Mainardi        | vrouw van apotheker              |
| Raout Paule           |                                  |
| Galliano Sbarra       | ceremoniemeester                 |
| Paola Natale          |                                  |
| Ginette Marcelle Bron |                                  |
| Mario Del Vago        | weduwe                           |
| Alfredo Adami         | weduwe                           |
| Dennis Christopher    | hippie                           |
| Anna Magnani          | zichzelf                         |
| Marcello Mastroianni  | zichzelf                         |
| Feodor Chaliapin Jr.  | Julius Caesar                    |
| Alberto Sordi         | zichzelf                         |
| Gore Vidal            | zichzelf                         |
| John Francis Lane     | zichzelf                         |
| Elliott Murphy        |                                  |
| Federico Fellini      | zichzelf                         |
| Cassandra Peterson    |                                  |